# Буда (Людиновський район)
Буда (рос. Буда) — присілок в Людиновському районі Калузької області Російської Федерації.
Населення становить 70 осіб. Входить до складу муніципального утворення Присілок Маніно.

## Історія
Від 2004 року входить до складу муніципального утворення Присілок Маніно.

## Населення
| 2002 | 2010 |
| ---- | ---- |
| 84   | ↘70  |